# Музей радянської окупації (Тбілісі)
Музей радянської окупації (груз. საბჭოთა ოკუპაციის მუზეუმი, sabch'ot'a okupats'iis muzeumi) — історичний музей, присвячений періоду існування радянської влади в Грузії (1921—1991), жертвам політичних репресій радянського режиму, антиокупаційним і націонал-ліберальним рухам Грузії. Засновано 26 травня 2006. Музей є частиною Національного музею Грузії.

## Реакції
Ряд російських політиків засудили відкриття музею, заявивши, що це є інструментом націоналістичної пропаганди влади Грузії. Президент Росії Володимир Путін у ході зустрічі з Михайлом Саакашвілі в Санкт-Петербурзі в червні 2006-го, також засудивши існування музею, заявив президентові Грузії, що багато хто з провідних радянських лідерів, як-от Йосип Сталін та Лаврентій Берія, були грузинами. За словами джерела, у відповідь Саакашвілі запропонував Росії відкрити музей грузинської окупації в Москві. Пізніше Саакашвілі пояснив: «Це Музей радянської окупації, а не російської окупації Грузії… Якщо кого-небудь це зачіпає, то це їхня проблема, а не наша».
У березні 2007 року музей відвідав президент України Віктор Ющенко, який запропонував відкрити аналогічний музей в Україні.